# Volary (stacja kolejowa)
Volary – stacja kolejowa w miejscowości Volary, w kraju południowoczeskim, w Czechach. Znajduje się na wysokości 760 m n.p.m..  
Na stacji istnieje możliwość zakupu biletów i rezerwacji miejsc.

## Linie kolejowe
- 197 Číčenice - Volary - Nové Údolí
- 198 Strakonice - Volary